# 托尼·罗宾逊
安东尼·罗宾逊爵士 （英語：Sir Anthony Robinson，1946年8月15日—），通称托尼·罗宾逊（英語：Tony Robinson），英国演员、节目主持人。他曾出演BBC系列情景喜剧《黑爵士》等，并在若干部纪录和纪实电视节目中任讲解人、主持人。
2013年英国女王寿辰时，罗宾逊获封下级勋位爵士。

## 早年生活
罗宾逊1946年8月15日生于伦敦霍默顿。他的首次登台表演经历是13岁时参演音乐剧《雾都孤儿》（Oliver!）；1966年，罗宾逊毕业于中央演講和戲劇學院。

## 演艺生涯
罗宾逊在1983-1989年间主演了系列情景喜剧《黑爵士》（共4季），在剧中出演主角埃德蒙·黑爵士（罗温·阿特金森饰）的仆人鲍德里克（Baldrick），知名台词为“我有一个绝妙的计划（I have a cunning plan）”；他也因对这一角色的成功塑造而一举成名。
自20世纪八十年代起，罗宾逊还编写、参演了数个儿童电视节目和剧集，其中最著名的是1989-1994年间播出的《玛丽安小姐和她的绿林好汉》（共4季）。他还在数部动画片中参与配音或担任旁白，并至今出版了16部儿童读物。

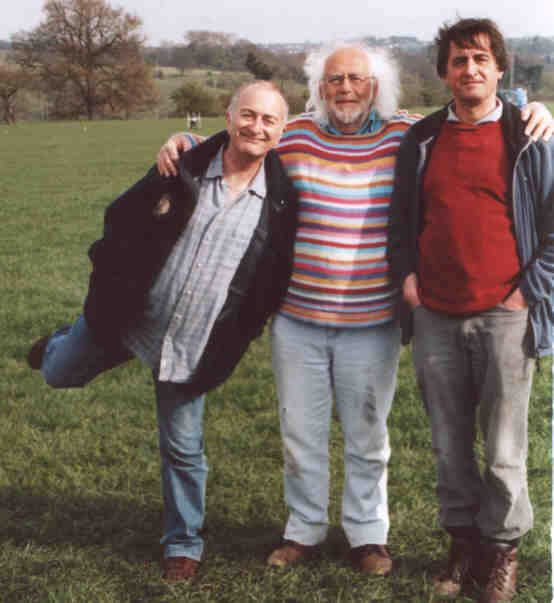
托尼·罗宾逊（左）、米克·阿斯顿和盖伊·德拉贝多耶尔，摄于2007年《时间团队》拍摄现场。

1994年，罗宾逊开始担任第四频道考古科普、纪实节目《时间团队》的主持人和解说嘉宾；这一系列节目播出长达20年，因其在考古、历史领域的大众科普而广受赞誉。由《时间团队》开始，罗宾逊担任了大量其它历史、纪实节目的主持人、解说人。

## 政治与慈善事业
罗宾逊是英国工党党员，有40余年党龄；2000-2004年间，罗宾逊曾任工党全国执行委员会委员。他曾于2019年5月宣布退出工党，以示对时任工党领袖杰里米·科尔宾的不满；2020年4月凯尔·斯塔默当选新任工党领袖后，罗宾逊重新加入工党。
罗宾逊在1996-2000年间担任英国演艺界工会Equity的副主席。
此外，罗宾逊还曾积极参与其它政治、社会活动，并赞助了多个慈善、公益组织。2013年，罗宾逊因“公共及政治服务”获封下级勋位爵士。